# Vesantojärvi
Vesantojärvi är en sjö i Finland. Den ligger i kommunen Vesanto i landskapet Norra Savolax, i den centrala delen av landet, 300 km norr om huvudstaden Helsingfors. Vesantojärvi ligger 101,1 meter över havet. I omgivningarna runt Vesantojärvi växer i huvudsak blandskog. Den är 21 meter djup. Arean är 5,63 kvadratkilometer och strandlinjen är 23,7 kilometer lång. Sjön  ingår i Kymmene älvs huvudavrinningsområde. 